# Протокол из Кјота
Протокол из Кјота уз Оквирну конвенцију Уједињених нација о промени климе (енгл. The Kyoto Protocol to the United Nations Framework Convention on Climate Change) је додатак међународном споразуму о климатским променама, потписан са циљем смањивања емисије угљен-диоксида и других гасова који изазивају ефекат стаклене баште. До сада га је потписало 170 држава и владиних организација (стање: децембар 2006). Протокол је ступио на снагу 16. фебруара 2005. године, када га је ратификовала Русија. Државе које су га ратификовале чине 61% загађивача.
Протокол је отворен за потписивање у јапанском граду Кјоту у организацији Конвенције Уједињених нација за климатске промене (UNFCCC), 11. децембара 1997. године. За његово ступање на снагу било је потребно да га ратификује најмање 55 држава и да државе које су ратификовале протокол чине најмање 55% загађивача. То се догодило 16. фебруара 2005. године када је Русија ратификовала Протокол. Србија је прихватила Кјото протокол 24. септембра 2007. године.
Протоколом се смањује испуштање шест гасова који изазивају ефекат стаклене баште: угљен-диоксида, метана, азот-субоксида, флуороугљоводоника, перфлуороугљоводоника и хексафлуорида. У последњих неколико деценија повећале су се концентрације ових гасова у атмосфери због коришћења фосилних горива у индустрији, саобраћају итд, што је допринело глобалном загревању и климатским променама. Сједињене Америчке Државе и неке мање државе одбиле су да ратификују Протокол из Кјота. Гринпис сматра да је протокол поставио превише скромне циљеве којима се неће постићи већи помаци.